# Hutchison Whampoa
Hutchison Whampoa Limited (HWL) mit Sitz in Hongkong gehörte zu den größten an der Hongkonger Börse notierten Unternehmen und war im Hang Seng Index gelistet. Der global tätige Mischkonzern gehörte zur Cheung-Kong-Gruppe; diese wurde im Juni 2015 unter dem Namen CK Hutchison Holdings umstrukturiert und dabei auch HWL eingegliedert. Vorstandsvorsitzender von HWL war Li Ka-shing, in dessen Besitz (direkt bzw. durch Beteiligungen) sich insgesamt 55 % der Aktien des Unternehmens befanden.

## Geschichte
Hutchison Whampoa ging 1977 aus zwei im 19. Jahrhundert gegründeten Unternehmen hervor: Hongkong and Whampoa Dock (gegründet 1863) und Hutchison International (1877). Hutchison International erlangte unter Douglas Clague in den 1960er Jahren die Mehrheitsbeteiligung über Hong Kong Whampoa Dock. 1977 erwarb Hutchison alle Anteile von Hongkong und Whampoa Dock und wurde Hutchison Whampoa Limited. 1979 kaufte Li Ka-shing 22 % der Anteile an HWL und wurde Unternehmensvorsitzender.

## Unternehmen
HWL war in 56 Ländern tätig und beschäftigte über 220.000 Mitarbeiter weltweit. Das Unternehmen hatte dabei fünf Kernbereiche:
- Häfen und damit zusammenhängende Dienste
- Immobilien und Hotels
- Einzelhandel
- Energie, Infrastruktur, Investments
- Telekommunikation

Die Geschäftsaktivitäten waren weltweit vorhanden mit Ausnahme von China. Chinesische Beteiligungen aus den fünf strategischen Geschäftsbereichen befanden sich, trotz des möglichen Verlustes von Synergieeffekten, überwiegend im Besitz der Cheung Kong Holdings. Größter Markt für HWL war Asien und Ozeanien, wo sie 46 % ihrer Erlöse erwirtschaftet (davon 20 % Hongkong und 8 % China sowie die restlichen 18 % im übrigen Asien und Australien). Dicht gefolgt davon war Europa, wo HWL 41 % ihres Umsatzes erwirtschaftet. (Stand 2005)

### Häfen und damit zusammenhängende Dienste
Hutchison Port Holdings (HPH) und Hongkong International Terminals (HIT) waren die weltweit größten Hafeninvestoren, -entwickler und -betreiber und sind in Europa, Nord- und Südamerika, Asien, dem Nahen Osten und in Afrika tätig. HPH agiert in fünf der sieben verkehrsreichsten Containerhäfen der Welt und wickelt 13 % des weltweiten Container-Umschlags ab (67,6 Mio. TEU – Standardcontainer).

### Immobilien und Hotels
Von charakteristischen Bürogebäuden, wie in Hongkong, Peking, Shanghai, bis hin zu Wohnimmobilien der Luxusklasse in London, Singapur und auf den Bahamas entwickelt Hutchison Whampoa Properties Limited führende Immobilien und investiert in sie. Zusammen mit Cheung Kong Holdings hat HWL das Joint-Venture Harbour Plaza Hotel Management (International) Limited gegründet, um Hotels unter dem Portfolio des Hutchison Property-Bereiches zu betreiben und zu managen.

### Einzelhandel
HWL war mit 7600 Geschäften und 98.000 Beschäftigten in 34 Ländern in Europa und Asien im Bereich Einzelhandel vertreten.
A.S. Watson & Co., Limited (ASW), die Einzelhandelssparte von HWL, betreibt seine Flaggschiff-Einzelhandelsketten in Asien (Watsons Your Personal Store, PARKnSHOP-Supermarket, die Nahrungsmittelgalerie TASTE, die exquisite Lebensmittelhalle im Boutiquenstil GOURMET, die Lebensmittelhalle GREAT, das Geschäft für Elektrogeräte Fortress, Watson’s Wine Cellar sowie den Anbieter zollfreier Waren Nuance-Watson).
In Europa umfasste das Einzelhandelsnetzwerk von ASW folgende Gesundheits- und Kosmetik-Ketten (teilweise nur Minderheitsbeteiligungen): DC, Drogas, Kruidvat, Rossmann-Gruppe (kaufte 2002 40 Prozent der Anteile für knapp 100 Millionen Dollar), Savers, Superdrug, Trekpleister, Spektr, Watsons Your Personal Store, sowie Luxusparfümerien und Kosmetik-Einzelhandelsmarken: Marionnaud, ICI PARIS XL und The Perfume Shop. A.S. Watson ist der weltweit größte Gesundheits- und Kosmetik-Einzelhändler.

### Energie, Infrastruktur, Investments und andere
Cheung Kong Infrastructure (CKI), der Infrastrukturbereich von HWL, war ein diversifiziertes Infrastrukturunternehmen mit Geschäften in den Sparten Transport, Energie, Infrastrukturmaterialien, Wasseraufbereitungsanlagen und ähnliche Betriebe. HWL hielt außerdem Anteile an Hong Kong Electric Holdings (HEH), dem einzigen Elektrizitätsanbieter für Hong Kong Island und Lamma Island. Hutchison war daneben ein wichtiger Anteilseigner von Husky Energy, einer der größten kanadischen Energieunternehmen und energieabhängigen Unternehmen.

### Telekommunikation

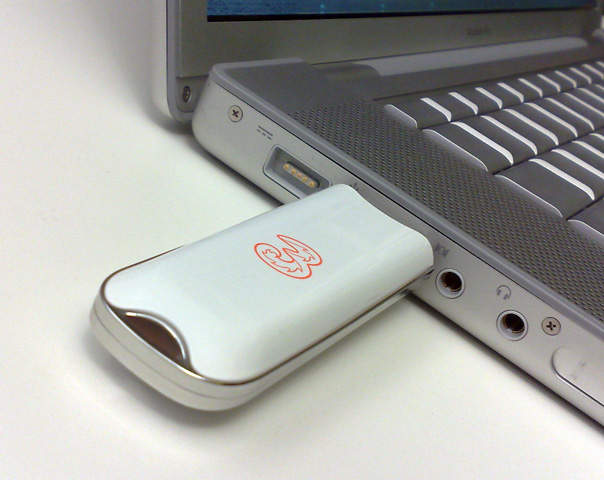
Mobiles Internet von Drei für PC/Mac (Huawei E169G Modem)

Unter dem Markennamen 3 betrieb HWL als Mobilfunkbetreiber in neun Ländern Mobilfunknetze mit dem Übertragungsstandard UMTS/HSDPA (3G), und zwar in Dänemark, Großbritannien, Indonesien, Irland, Italien (H3G), Österreich (Hutchison Drei Austria), Schweden und Hongkong. In Israel wurde der etablierte Markenname „Orange“ statt 3 auch für das UMTS-Angebot weitergenutzt. Die Landesgesellschaften in Hongkong und Israel gehörten nur indirekt über Hutchison Telecommunication International Limited zu HWL. Im Dezember 2014 zählte die 3Group Europe insgesamt ca. 29½ Millionen Kunden europaweit und erzielte einen Umsatz von rund 7,657 Mrd. Euro.
Außerdem war HWL mit 50,0036 % (Stand Juni 2007) an dem börsennotierten Unternehmen Hutchison Telecom International Limited. beteiligt. Darin war hauptsächlich das GSM- und CDMA-Geschäft in Asien mit insgesamt über 26,5 Millionen Kunden (Stand September 2006) gebündelt.
In Europa ist HWL hauptsächlich durch die Gründung von Orange bekannt geworden. Nach dem Verkauf von Orange an France Télécom 2001 (mit kurzem Zwischenstopp bei der Mannesmann AG) wird die Marke „Orange“ nur in Asien und Ozeanien weiter benutzt.
Hutchison hatte dabei versucht, europaweit als erster UMTS-Anbieter in Großbritannien 2002 auf den Markt zu gehen. Aufgrund von Verzögerungen fand dies allerdings erst im Laufe des Jahres 2003 statt.

#### Telekommunikation in Deutschland und Mannesmann-Prozess
Im Jahr 1992 beteiligte sich HWL an einem von René Obermann und Andreas Wilhelm Gerdes gegründeten Unternehmen in Deutschland, das später unter dem Namen Hutchison Telecom bekannt wurde. Nach dem Ausscheiden von Obermann 1998 wurde die Hutchison Telecom GmbH an die Orange verkauft, die sich zu dem Zeitpunkt noch im Mehrheitsbesitz von HWL befand.
Bei der feindlichen Übernahme von Mannesmann durch Vodafone im Jahr 2000 spielte HWL als größter Einzelaktionär des Mannesmann-Konzerns eine Rolle, die in den deutschen Medien im Rahmen des Mannesmann-Prozesses stark aufgearbeitet wurde.
Im Juli 2000 beteiligte sich Hutchison Whampoa gemeinsam mit der E-Plus-Konzernmutter KPN und NTT DOCOMO in einem Konsortium zur Teilnahme an der Versteigerung der UMTS-Lizenzen in Deutschland. Kurz nach der erfolgreichen Ersteigerung trennte sich das Unternehmen wieder von der Beteiligung.
Von 2000 bis 2001 war HWL der größte nicht-staatliche Anteilseigner an der Deutschen Telekom. Die 170 Mio. Aktien erhielt HWL im Rahmen eines Aktientausches anlässlich der Übernahme von Powertel und Voicestream durch die Deutsche Telekom. HWL trennte sich im August 2001 von 44 Mio. seiner Aktien im Wert von etwa 1 Mrd. Euro an der Deutschen Telekom AG und verursachte dabei einen Kursrutsch.